# Chấn thương bụng
Chấn thương bụng là một thương tích xảy ra ở vùng bụng. Các dấu hiệu và triệu chứng gồm có đau bụng, nhạy cảm đau, bụng cứng và bầm tím bên ngoài vùng bụng. Biến chứng có thể bao gồm mất máu nặng và nhiễm trùng.
Chẩn đoán có thể cần đến siêu âm, chụp cắt lớp vi tính và rửa màng bụng và có thể đòi hỏi phải phẫu thuật để điều trị. Chấn thương bụng được chia thành hai loại hở hoặc kín và có thể tổn thương đến các cơ quan bụng. Chấn thương ở vùng ngực dưới có thể gây tổn thương đến lách hoặc gan.

## Nguyên nhân
Va chạm xe cơ giới là một nguyên nhân phổ biến của chấn thương bụng kín. Thắt dây an toàn làm giảm tỷ lệ chấn thương như chấn thương đầu và chấn thương ngực, nhưng lại gây ra mối đe dọa cho các cơ quan bụng như tụy và ruột, làm các cơ quan này bị dời hoặc bị nén lên cột sống. Trẻ em đặc biệt dễ bị tổn thương bụng do dây an toàn, bởi vì trẻ có vùng bụng mềm hơn và dây an toàn cũng không được thiết kế phù hợp với trẻ. Ở trẻ em, tai nạn xe đạp cũng là một nguyên nhân phổ biến của chấn thương bụng, nhất là khi bụng bị tay lái (ghi-đông) đâm vào. Chấn thương thể thao có thể ảnh hưởng đến các cơ quan bụng như lá lách và thận. Ngã và thể thao cũng là cơ chế thường xảy ra chấn thương bụng ở trẻ em. Chấn thương bụng có thể do lạm dụng trẻ em và là nguyên nhân hàng đầu đứng thứ hai gây tử vong liên quan đến lạm dụng trẻ em, sau chấn thương sọ não.
Vết thương do đạn bắn có năng lượng cao hơn vết thương do bị đâm, và thường gây sát thương nhiều hơn về sau này. Vết thương do đạn bắn xuyên qua phúc mạc dẫn đến tổn thương đáng kể cho các cấu trúc trong ổ bụng lớn trong khoảng 90% trường hợp.

## Dịch tễ học
Hầu hết các trường hợp tử vong do chấn thương bụng có thể tránh được; chấn thương bụng là một trong những nguyên nhân phổ biến nhất gây tử vong liên quan đến chấn thương có thể phòng ngừa.